# Kemalettin Ünlü
Kemalettin Ünlü (* 1. Januar 1928 in der Türkei) ist ein ehemaliger türkischer Fußballspieler. Aufgrund seiner Tätigkeit für Beşiktaş Istanbul wird er mit diesem Verein assoziiert.

## Spielerkarriere

### Verein
Über die Karriere Ünlüs ist wenig bekannt. Er wurde 1950 bei Beşiktaş Istanbul in den Profikader aufgenommen und spielte hier zwei Jahre lang. In der Saison 1951/52 wurde er mit seinem Verein Meister der İstanbul Profesyonel Ligi (dt.: Istanbuler Profiliga).

### Nationalmannschaft
Im Juni 1952 wurde er vom Trainer der türkischen Nationalmannschaft, dem Italiener Sandro Puppo, im Rahmen eines Testspiels gegen die Schweizer Nationalmannschaft für die Nationalmannschaft nominiert und absolvierte in der Partie vom 1. Juni 1952 sein erstes und einziges Länderspiel.

## Erfolge
- Mit Beşiktaş Istanbul
  - İstanbul Profesyonel Ligi: 1952